# Libuše Šmuclerová
Libuše Šmuclerová, rozená Mertová (* 11. ledna 1963), je česká manažerka a novinářka, předsedkyně představenstva a co-CEO Czech News Center (dříve Ringier a Ringier Axel Springer CZ).

## Vzdělání a kariéra
Libuše Šmuclerová vystudovala gymnázium v Nové Pace a Fakultu žurnalistiky Univerzity Karlovy v Praze, kterou zakončila v roce 1986. Po absolutoriu nastoupila do redakce programů v Československé televizi, kde se v roce 1988 podílela na vzniku zcela nového vysílání pro mladé, Studia Kontakt. Byla jeho dramaturgyní a moderátorkou. V rámci tohoto pořadu také proběhly historicky první přímé televizní přenosy z demonstrací Sametové revoluce na Václavském náměstí v listopadu 1989. Když jeden z demonstrantů kritizoval prorežimní média, Šmuclerová prohlásila „…musím vám říct, že my všichni pracovníci, kteří vysíláme, se s tímto stanoviskem neztotožňujeme. Proto prozatím přenos přerušujeme.“ Na moderování pořadu i na jeho přerušení na poslední chvíli přistoupila pod nátlakem tehdejšího zástupce šéfredaktora Karla Hořiceho. Přesto se pak podařilo odvysílat ještě jeden vstup, ve kterém byl na Václavském náměstí ohlášen projev Václava Havla.
V roce 1993 přešla z České televize do nově vznikající TV Nova (TV Nova začala vysílat v únoru 1994) na pozici dramaturgyně prvního investigativního pořadu v postsocialistické České republice Na vlastní oči, následně postoupila na místo šéfredaktorky redakce publicistiky, od roku 1996 ředitelky programu a v letech 1999–2004 působila na postu programové ředitelky a výkonné ředitelky TV Nova. Na konci roku 2004 se změnou vlastníka televizní stanice z ní L. Šmuclerová odešla.
V letech 2005 a 2006 se soustředila na vybudování rodinného byznysu, spolu se svým tehdejším manželem Romanem Šmuclerem vybudovala síť klinik estetické medicíny včetně v tehdejší době největší kliniky estetické medicíny v Česku Asklepion, která se v září 2005 přestěhovala do nově zrekonstruované budovy v Londýnské ulici v Praze.  
V roce 2007 se vrátila zpět do médií, když v březnu 2007 nastoupila jako generální ředitelka vydavatelského domu Ringier a.s., který byl největším vydavatelským domem České republiky, vydávajícím např. deník Blesk, časopis Reflex a další. Pod jejím vedením se firma v roce 2010 fúzovala s vydavatelstvím Axel Springer a.s. do nově vzniklé společnosti Ringier Axel Springer CZ. V roce 2014 pak přešla celá společnost do vlastnictví Daniela Křetínského a Patrika Tkáče jako Czech News Center a.s. Od roku 2014 je zde L. Šmuclerová předsedkyní představenstva a CEO, v roce 2016 po akvizici části Mladé fronty a.s. i předsedkyní představenstva a CEO CN Invest a.s., která v roce 2018 fúzovala do jedné společnosti s Czech News Center a.s.
Od roku 2009 zastupuje L. Šmuclerová vydavatele České republiky ve světové asociaci novin WAN-IFRA, největší světové nevládní organizaci sdružující zástupce regionálních asociací, zpravodajských agentur a tiskových organizací z více než stovky zemí. Od roku 2010 je L. Šmuclerová v této organizaci také volenou členkou Boardu WAN-IFRA.
V roce 2013 Šmuclerová, jako ředitelka vydavatelství Ringier, povolila otištění lživého inzerátu s titulkem "nevolte Karla Schwartzenberga" který dotyčného poškodil v prezidentské volební kampani. Šmuclerová se k otištění inzerátu odmítla vyjádřit.
V roce 2025 podala kandidaturu na funkci generální ředitelky České televize. Dne 11. června 2025 postoupila do užšího výběru pěti kandidátů a kandidátek (získala druhý nejvyšší počet hlasů, konkrétně 15 hlasů). O týden později dne 18. června 2025 však v prvním kole volby obdržela jen jeden hlas a do dalších kol tak nepostoupila.

## Pedagogická činnost
V letech 2006 až 2009 přednášela Libuše Šmuclerová pravidelně na Fakultě sociálních věd Univerzity Karlovy v Praze předmět „Média a společnost“. V letech 2014 se podílela na vzniku soukromé Akademie žurnalistiky a nových médií v Praze (www.akaz.cz). Je často zvána jako řečník na různé konference a odborná setkání (MarketingMedia, Lípa, neziskový sektor a další).
Od roku 2011 je členkou Výboru Ceny Arnošta Lustiga, který každoročně dle kritérií odkazu odvahy, statečnosti, lidskosti a spravedlnosti vybírá a uděluje ocenění pro jednu žijící osobnost České republiky. 

## Osobní život
Libuše Šmuclerová vyrůstala v Lázních Bělohrad, následně do svých 18 let v Nové Pace, od roku 1984 žije trvale v Praze. V letech 1984–86 byla vdaná za RNDr. Miloslava Kotheru. 
Druhým manželem byl v letech 1994–2014 MUDr. Roman Šmucler, se kterým má jednu dceru, Justinu-Annu Šmuclerovou (*2001). 
V letech 2013–2015 byl jejím životním partnerem Dominik Hašek, bývalý český hokejový brankář. 

## Ocenění
- Forbes: Nejvlivnější ženy Česka 2019 – 7. místo
- Forbes: Nejvlivnější ženy Česka 2018 – 6. místo
- Forbes: Nejvlivnější ženy Česka 2017 – 9. místo
- Hospodářské noviny: TOP 25 žen českého byznysu 2016 – uvedena do Síně slávy
- Forbes: Nejvlivnější ženy Česka 2016 – 10. místo
- Hospodářské noviny: TOP 25 žen českého byznysu 2015 – 4.–25. místo (neuvedeno)
- Manažer roku 2014: jedna z TOP 10 manažerů roku
- Hospodářské noviny: TOP 25 žen českého byznysu 2014 – 8. místo
- Forbes: Nejvlivnější ženy Česka 2014 – 7. místo
- Hospodářské noviny: TOP 25 žen českého byznysu 2013 – 8. místo
- Forbes: Nejvlivnější ženy Česka 2013 – 5. místo
- Hospodářské noviny: TOP 25 žen českého byznysu 2012 – 1. místo
- Forbes: 50 nejvlivnějších žen Česka 2012 – 2. místo
- Hospodářské noviny: 25 nejvýznamnějších žen českého byznysu 2011 – 3. místo
- Hospodářské noviny: 25 nejvýznamnějších žen českého byznysu 2010 – 2. místo
- Hospodářské noviny: 25 nejvýznamnějších žen českého byznysu 2009 – 9. místo
- Comenius: Českých 100 nejlepších – Lady Pro 2008